# Lutjanus vitta
Lutjanus vitta és una espècie de peix de la família dels lutjànids i de l'ordre dels perciformes.

## Morfologia
- Els mascles poden assolir 40 cm de longitud total.[4][5]

## Alimentació
Menja peixos, gambes, crancs i d'altres invertebrats bentònics.

## Hàbitat
És un peix de clima tropical i associat als esculls de corall que viu entre 10-72 m de fondària.

## Distribució geogràfica
Es troba a les Seychelles i des del sud de l'Índia fins a Nova Caledònia, les Illes Gilbert i les Illes Ryukyu.